# Jean-Éric Vergne
Jean-Éric Vergne (ur. 25 kwietnia 1990 w Pontoise) – francuski kierowca wyścigowy.

## Życiorys

### Formuła Renault
Francuz rozpoczął karierę w 2001 roku, od startów w kartingu. W sezonie 2007 zadebiutował we Francuskiej Formule Renault Campus. W pierwszym roku startów zdobył tytuł mistrzowski.
W latach 2008–2009 łączył starty pomiędzy europejskim, a zachodnioeuropejskim Pucharem Formuły Renault, we francuskiej ekipie SG Formula. W pierwszym podejściu zmagania w nich zakończył odpowiednio na 6. i 4. miejscu w końcowej klasyfikacji (został nieoficjalnym mistrzem Francuskiej Formuły Renault). W drugim został dwukrotnie wicemistrzem (w obu przypadkach uległ Hiszpanowi, Albertowi Coście).

### Formuła 3
Na sezon 2010 Francuz podpisał kontrakt z mistrzowskim zespołem Carlin Motorsport, na starty w Brytyjskiej Formule 3. Vergne zdominował rywalizację w brytyjskiej serii, zwyciężając w 13 z 29 wyścigów, w tym 11 razy startował z pole position. Tytuł zapewnił sobie na rundę przed zakończeniem sezonu. Z brytyjskim zespołem wziął udział również w prestiżowym wyścigu Masters of Formula 3 (zajął w nim 4. pozycję).
Oprócz regularnych startów w tej serii, Vergne wystąpił również w dwóch rundach nowo-utworzonej serii GP3, we francuskiej ekipie Tech 1 Racing. W ciągu czterech wyścigów dwukrotnie dojechał na punktowanej pozycji, zajmując czwarte i piąte miejsce. W klasyfikacji generalnej został sklasyfikowany na 17. pozycji. Z tą samą ekipą wziął też udział w trzech ostatnich rundach sezonu World Series by Renault. Podczas sześciu wyścigów, Jean-Éric Vergne czterokrotnie stanął na podium (w tym raz zwyciężył, na brytyjskim torze Silverstone, po dyskwalifikacji Argentyńczyka Estebana Guerrieri). Ostatecznie w klasyfikacji generalnej zajął 8. miejsce.
W sezonie 2011 Vergne został etatowym zawodnikiem zespołu Carlin. Francuz do ostatniego wyścigu walczył o tytuł mistrzowski ze swoim partnerem Robertem Wickensem, jednak ostatecznie przegrał z nim rywalizację o dziewięć punktów. W trakcie zmagań Vergne dziewięciokrotnie znalazł się na podium, w tym odnosząc pięć zwycięstw (z czego dwa na węgierskim torze Hungaroring).

### Formuła 1
14 grudnia 2011 został potwierdzony jako kierowca wyścigowy Scuderia Toro Rosso w Formule 1. W pierwszym sezonie startów czterokrotnie kończył wyścigi na ósmym miejscu (w Malezji, Belgii, Korei Południowej i Brazylii). Ostatecznie uzbierane szesnaście punktów dało mu siedemnaste miejsce w końcowej klasyfikacji kierowców. Rok później walka pomiędzy Vergne a Danielem Ricciardo o posadę kierowcy w Red Bull Racing rozgorzała na dobre, ponieważ Mark Webber ogłosił zakończenie kariery. W pierwszej części sezonu lepiej spisywał się Francuz, który Grand Prix Kanady ukończył na szóstej pozycji. Jednak w drugiej połowie sezonu Vergne w ogóle nie zdobywał punktów, a Ricciardo niejednokrotnie plasował się w pierwszej dziesiątce. Ostatecznie to Australijczyk przeszedł do zespołu mistrzowskiego, jednak Francuzowi udało się wynegocjować przedłużenie kontraktu.

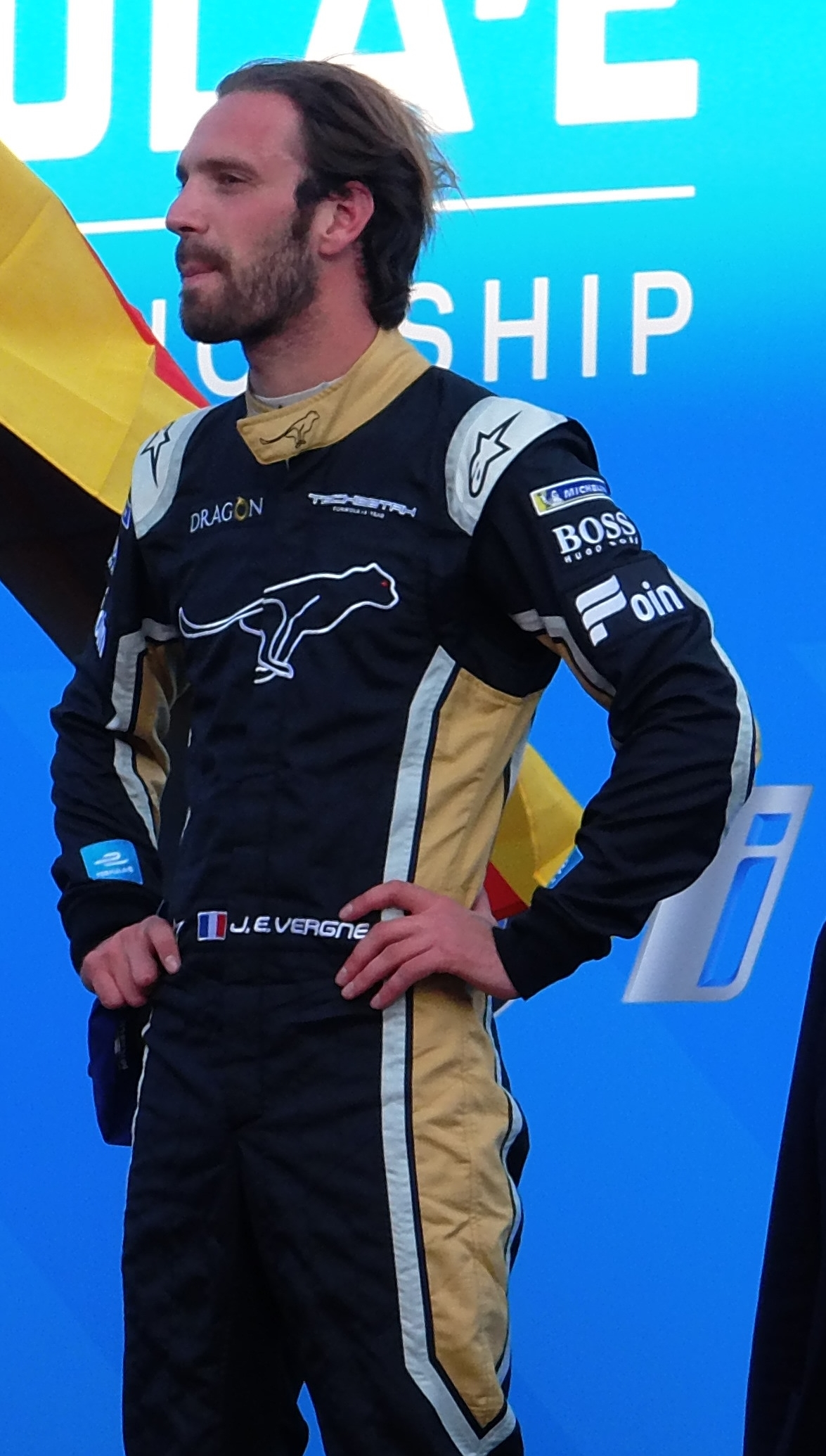
Jean-Éric Vergne na podium ePrix Berlinu 2018

Przed sezonem 2014 Francuz był świadomy, że będzie to najprawdopodobniej jego ostatni sezon w Toro Rosso, który odgrywał rolę juniorskiego zespołu Red Bulla. Toteż wiedział, że jedyną rzeczą, która może przedłużyć jego przyszłość w Formule 1 mogą być regularne, dobre wyniki w nowym sezonie. Jego sytuację pogorszyły jednak nowe przepisy dotyczące wagi bolidu, podjął więc próby zrzucenia kilogramów, które spowodowały nawet, że przez krótki okres musiał przebywać w szpitalu. Sezon 2014 rozpoczął od ósmej pozycji w wyścigu o Grand Prix Malezji. Jednak bardziej zwrócono uwagę na debiutującego partnera Francuza – Daniiła Kwiata, który zdobył swoje pierwsze punktu. W kolejnych wyścigach Francuz zdobywał punkty dwukrotnie częściej niż Rosjanin. Jednak ku jego niezadowoleniu, gdy ogłoszono odejście Vettela z Red Bull Racing, to Rosjanin został zatrudniony jako etatowy kierowca austriackiej ekipy. Dzięki tej sytuacji znowu liczył się jako kandydat do przyszłorocznego bolidu Toro Rosso, a zakontraktowany Max Verstappen popierał jego kandydaturę, ze względu na duże doświadczenie Vergne’a. Ponadto zdobyte 22 punkty w sezonie były najlepszym wynikiem Francuza w karierze. Gdy sprawa nowego kontraktu Francuza wydawała się tylko kwestią czasu, 28 listopada włoska ekipa ogłosiła zatrudnienie Carlosa Sainza Jr, co oznaczało pożegnanie Francuza z posadą kierowcy w Toro Rosso.
Pod koniec 2014 roku francuski kierowca został kierowcą testowym Scuderia Ferrari.

### Formuła E
W sezonie 2014/2015 Francuz podpisał kontrakt z amerykańską ekipą Andretti Autosport na starty w Formule E. W ciągu dziewięciu wyścigów, w których wystartował, dwukrotnie stawał na podium. Nie wygrał żadnego wyścigu, mimo że trzykrotnie startował z pole position. Z dorobkiem 70 punktów został sklasyfikowany na siódmej pozycji w końcowej klasyfikacji kierowców. W sezonie 2015/2016 reprezentował brytyjską ekipę DS Virgin Racing Formula E Team. W następnym sezonach (2016/2017, 2017/2018, 2018/2019, 2019/2020, 2020/2021 i 2021/2022) reprezentował chińską ekipę Techeetah (od sezonu 2018/2019 DS Teecheetah); w sezonie 2017/2018 (zdobył wtedy 198 punktów) i sezonie 2018/2019 (zdobył wtedy 136 punktów) wygrał klasyfikacje kierowców Formuły E.

## Wyniki
Stan: 23 listopada 2014

### Formuła 1
| Legenda oznaczeń w tabelach wyników Wyświetl szablon na nowej stronie | Legenda oznaczeń w tabelach wyników Wyświetl szablon na nowej stronie                                                                     |
| Oznaczenie                                                            | Wyjaśnienie |
| --------------------------------------------------------------------- | --- |
| Złoty                                                                 | Zwycięzca lub mistrzostwo |
| Srebrny                                                               | 2. miejsce lub wicemistrzostwo |
| Brązowy                                                               | 3. miejsce lub II wicemistrzostwo |
| Zielony                                                               | Ukończył, punktował (w klasyfikacji generalnej, gdy zdobył co najmniej jeden punkt na przestrzeni sezonu, poza trzema powyższymi opcjami) |
| Niebieski                                                             | Ukończył, nie punktował (w klasyfikacji generalnej, gdy nie zdobył co najmniej jednego punktu na przestrzeni sezonu)                      |
| Czerwony                                                              | Nie zakwalifikował się (NZ) |
| Czerwony                                                              | Nie prekwalifikował się (NPK) |
| Różowy                                                                | Nie ukończył (NU) |
| Różowy                                                                | Niesklasyfikowany (NS) (w klasyfikacji generalnej, gdy nie został sklasyfikowany w żadnym wyścigu sezonu)                                 |
| Czarny                                                                | Zdyskwalifikowany (DK) |
| Czarny                                                                | Wykluczony (WYK/EX) |
| Biały                                                                 | Nie wystartował (NW) |
| Biały                                                                 | Kontuzjowany (K/INJ) |
| Biały                                                                 | Wyścig odwołany (OD/C) |
| Bez koloru                                                            | Został wycofany (WYC/WD) |
| Bez koloru                                                            | Nie przybył (NP/DNA) |
| Bez koloru                                                            | Nie brał udziału w treningach (NT/DNP) |
| Bez koloru                                                            | Nie został zgłoszony (–) |
| Pogrubienie                                                           | Start z pole position |
| Kursywa                                                               | Najszybsze okrążenie wyścigu |
| †                                                                     | Nie ukończył, ale jego rezultat został zaliczony ze względu na przejechanie więcej niż 90% dystansu wyścigu.                              |
| *                                                                     | Sezon w trakcie |
| 1/2/3                                                                 | Punktowana pozycja w sprincie kwalifikacyjnym                                                                                             |
| Lista systemów punktacji Formuły 1                                    | |

| Rok  | Zespół              | Samochód        | Silnik                         | Wyniki w poszczególnych eliminacjach | Wyniki w poszczególnych eliminacjach | Wyniki w poszczególnych eliminacjach | Wyniki w poszczególnych eliminacjach | Wyniki w poszczególnych eliminacjach | Wyniki w poszczególnych eliminacjach | Wyniki w poszczególnych eliminacjach | Wyniki w poszczególnych eliminacjach | Wyniki w poszczególnych eliminacjach | Wyniki w poszczególnych eliminacjach | Wyniki w poszczególnych eliminacjach | Wyniki w poszczególnych eliminacjach | Wyniki w poszczególnych eliminacjach | Wyniki w poszczególnych eliminacjach | Wyniki w poszczególnych eliminacjach | Wyniki w poszczególnych eliminacjach | Wyniki w poszczególnych eliminacjach | Wyniki w poszczególnych eliminacjach | Wyniki w poszczególnych eliminacjach | Wyniki w poszczególnych eliminacjach | Punkty | Pozycja |
| ---- | ------------------- | --------------- | ------------------------------ | ------------------------------------ | ------------------------------------ | ------------------------------------ | ------------------------------------ | ------------------------------------ | ------------------------------------ | ------------------------------------ | ------------------------------------ | ------------------------------------ | ------------------------------------ | ------------------------------------ | ------------------------------------ | ------------------------------------ | ------------------------------------ | ------------------------------------ | ------------------------------------ | ------------------------------------ | ------------------------------------ | ------------------------------------ | ------------------------------------ | ------ | ------- |
| 2012 | Scuderia Toro Rosso | Toro Rosso STR7 | Ferrari V8 Type 056            | AUS                                  | MAL                                  | CHN                                  | BHR                                  | ESP                                  | MON                                  | KAN                                  | EUR                                  | GBR                                  | DEU                                  | HUN                                  | BEL                                  | ITA                                  | SIN                                  | JPN                                  | KOR                                  | IND                                  | ABU                                  | USA                                  | BRA                                  | 16     | 17      |
| 2012 | Scuderia Toro Rosso | Toro Rosso STR7 | Ferrari V8 Type 056            | 11                                   | 8                                    | 16                                   | 14                                   | 12                                   | 12                                   | 15                                   | NU                                   | 14                                   | 14                                   | 16                                   | 8                                    | NU                                   | NU                                   | 13                                   | 8                                    | 15                                   | 12                                   | NU                                   | 8                                    | 16     | 17      |
| 2013 | Scuderia Toro Rosso | Toro Rosso STR8 | Ferrari V8 Type 056            | AUS                                  | MAL                                  | CHN                                  | BHR                                  | ESP                                  | MON                                  | KAN                                  | GBR                                  | DEU                                  | HUN                                  | BEL                                  | ITA                                  | SIN                                  | KOR                                  | JPN                                  | IND                                  | ABU                                  | USA                                  | BRA                                  |                                      | 13     | 15      |
| 2013 | Scuderia Toro Rosso | Toro Rosso STR8 | Ferrari V8 Type 056            | 12                                   | 10                                   | 12                                   | NU                                   | NU                                   | 8                                    | 6                                    | NU                                   | NU                                   | 12                                   | 12                                   | NU                                   | 14                                   | 18                                   | 12                                   | 13                                   | 17                                   | 16                                   | 15                                   |                                      | 13     | 15      |
| 2014 | Scuderia Toro Rosso | Toro Rosso STR9 | Renault Energy F1-2014 1.6T V6 | AUS                                  | MAL                                  | BHR                                  | CHN                                  | ESP                                  | MON                                  | KAN                                  | AUT                                  | GBR                                  | DEU                                  | HUN                                  | BEL                                  | ITA                                  | SIN                                  | JPN                                  | RUS                                  | USA                                  | BRA                                  | ABU                                  |                                      | 22     | 13      |
| 2014 | Scuderia Toro Rosso | Toro Rosso STR9 | Renault Energy F1-2014 1.6T V6 | 8                                    | NU                                   | NU                                   | 12                                   | NU                                   | NU                                   | 8                                    | NU                                   | 10                                   | 13                                   | 9                                    | 11                                   | 13                                   | 6                                    | 9                                    | 13                                   | 10                                   | 13                                   | 12                                   |                                      | 22     | 13      |

### GP3
| Legenda oznaczeń w tabelach wyników Wyświetl szablon na nowej stronie | Legenda oznaczeń w tabelach wyników Wyświetl szablon na nowej stronie                                                                     |
| Oznaczenie                                                            | Wyjaśnienie |
| --------------------------------------------------------------------- | --- |
| Złoty                                                                 | Zwycięzca lub mistrzostwo |
| Srebrny                                                               | 2. miejsce lub wicemistrzostwo |
| Brązowy                                                               | 3. miejsce lub II wicemistrzostwo |
| Zielony                                                               | Ukończył, punktował (w klasyfikacji generalnej, gdy zdobył co najmniej jeden punkt na przestrzeni sezonu, poza trzema powyższymi opcjami) |
| Niebieski                                                             | Ukończył, nie punktował (w klasyfikacji generalnej, gdy nie zdobył co najmniej jednego punktu na przestrzeni sezonu)                      |
| Czerwony                                                              | Nie zakwalifikował się (NZ) |
| Czerwony                                                              | Nie prekwalifikował się (NPK) |
| Różowy                                                                | Nie ukończył (NU) |
| Różowy                                                                | Niesklasyfikowany (NS) (w klasyfikacji generalnej, gdy nie został sklasyfikowany w żadnym wyścigu sezonu)                                 |
| Czarny                                                                | Zdyskwalifikowany (DK) |
| Czarny                                                                | Wykluczony (WYK/EX) |
| Biały                                                                 | Nie wystartował (NW) |
| Biały                                                                 | Kontuzjowany (K/INJ) |
| Biały                                                                 | Wyścig odwołany (OD/C) |
| Bez koloru                                                            | Został wycofany (WYC/WD) |
| Bez koloru                                                            | Nie przybył (NP/DNA) |
| Bez koloru                                                            | Nie brał udziału w treningach (NT/DNP) |
| Bez koloru                                                            | Nie został zgłoszony (–) |
| Pogrubienie                                                           | Start z pole position |
| Kursywa                                                               | Najszybsze okrążenie wyścigu |
| †                                                                     | Nie ukończył, ale jego rezultat został zaliczony ze względu na przejechanie więcej niż 90% dystansu wyścigu.                              |
| *                                                                     | Sezon w trakcie |
| 1/2/3                                                                 | Punktowana pozycja w sprincie kwalifikacyjnym                                                                                             |
| Lista systemów punktacji Formuły 1                                    | |

| Rok  | Zespół        | Wyniki w poszczególnych eliminacjach | Wyniki w poszczególnych eliminacjach | Wyniki w poszczególnych eliminacjach | Wyniki w poszczególnych eliminacjach | Wyniki w poszczególnych eliminacjach | Wyniki w poszczególnych eliminacjach | Wyniki w poszczególnych eliminacjach | Wyniki w poszczególnych eliminacjach | Wyniki w poszczególnych eliminacjach | Wyniki w poszczególnych eliminacjach | Wyniki w poszczególnych eliminacjach | Wyniki w poszczególnych eliminacjach | Wyniki w poszczególnych eliminacjach | Wyniki w poszczególnych eliminacjach | Wyniki w poszczególnych eliminacjach | Wyniki w poszczególnych eliminacjach | Punkty | Pozycja |
| ---- | ------------- | ------------------------------------ | ------------------------------------ | ------------------------------------ | ------------------------------------ | ------------------------------------ | ------------------------------------ | ------------------------------------ | ------------------------------------ | ------------------------------------ | ------------------------------------ | ------------------------------------ | ------------------------------------ | ------------------------------------ | ------------------------------------ | ------------------------------------ | ------------------------------------ | ------ | ------- |
| 2010 | Tech 1 Racing | ESP                                  | ESP                                  | TUR                                  | TUR                                  | VAL                                  | VAL                                  | GBR                                  | GBR                                  | DEU                                  | DEU                                  | HUN                                  | HUN                                  | BEL                                  | BEL                                  | ITA                                  | ITA                                  | 9      | 17      |
| 2010 | Tech 1 Racing | 5                                    | 21                                   | –                                    | –                                    | 4                                    | 17                                   | –                                    | –                                    | –                                    | –                                    | –                                    | –                                    | –                                    | –                                    | –                                    | –                                    | 9      | 17      |

### Formuła Renault 3.5
| Legenda oznaczeń w tabelach wyników Wyświetl szablon na nowej stronie | Legenda oznaczeń w tabelach wyników Wyświetl szablon na nowej stronie                                                                     |
| Oznaczenie                                                            | Wyjaśnienie |
| --------------------------------------------------------------------- | --- |
| Złoty                                                                 | Zwycięzca lub mistrzostwo |
| Srebrny                                                               | 2. miejsce lub wicemistrzostwo |
| Brązowy                                                               | 3. miejsce lub II wicemistrzostwo |
| Zielony                                                               | Ukończył, punktował (w klasyfikacji generalnej, gdy zdobył co najmniej jeden punkt na przestrzeni sezonu, poza trzema powyższymi opcjami) |
| Niebieski                                                             | Ukończył, nie punktował (w klasyfikacji generalnej, gdy nie zdobył co najmniej jednego punktu na przestrzeni sezonu)                      |
| Czerwony                                                              | Nie zakwalifikował się (NZ) |
| Czerwony                                                              | Nie prekwalifikował się (NPK) |
| Różowy                                                                | Nie ukończył (NU) |
| Różowy                                                                | Niesklasyfikowany (NS) (w klasyfikacji generalnej, gdy nie został sklasyfikowany w żadnym wyścigu sezonu)                                 |
| Czarny                                                                | Zdyskwalifikowany (DK) |
| Czarny                                                                | Wykluczony (WYK/EX) |
| Biały                                                                 | Nie wystartował (NW) |
| Biały                                                                 | Kontuzjowany (K/INJ) |
| Biały                                                                 | Wyścig odwołany (OD/C) |
| Bez koloru                                                            | Został wycofany (WYC/WD) |
| Bez koloru                                                            | Nie przybył (NP/DNA) |
| Bez koloru                                                            | Nie brał udziału w treningach (NT/DNP) |
| Bez koloru                                                            | Nie został zgłoszony (–) |
| Pogrubienie                                                           | Start z pole position |
| Kursywa                                                               | Najszybsze okrążenie wyścigu |
| †                                                                     | Nie ukończył, ale jego rezultat został zaliczony ze względu na przejechanie więcej niż 90% dystansu wyścigu.                              |
| *                                                                     | Sezon w trakcie |
| 1/2/3                                                                 | Punktowana pozycja w sprincie kwalifikacyjnym                                                                                             |
| Lista systemów punktacji Formuły 1                                    | |

| Rok  | Zespół        | Wyniki w poszczególnych eliminacjach | Wyniki w poszczególnych eliminacjach | Wyniki w poszczególnych eliminacjach | Wyniki w poszczególnych eliminacjach | Wyniki w poszczególnych eliminacjach | Wyniki w poszczególnych eliminacjach | Wyniki w poszczególnych eliminacjach | Wyniki w poszczególnych eliminacjach | Wyniki w poszczególnych eliminacjach | Wyniki w poszczególnych eliminacjach | Wyniki w poszczególnych eliminacjach | Wyniki w poszczególnych eliminacjach | Wyniki w poszczególnych eliminacjach | Wyniki w poszczególnych eliminacjach | Wyniki w poszczególnych eliminacjach | Wyniki w poszczególnych eliminacjach | Wyniki w poszczególnych eliminacjach | Punkty | Pozycja |
| ---- | ------------- | ------------------------------------ | ------------------------------------ | ------------------------------------ | ------------------------------------ | ------------------------------------ | ------------------------------------ | ------------------------------------ | ------------------------------------ | ------------------------------------ | ------------------------------------ | ------------------------------------ | ------------------------------------ | ------------------------------------ | ------------------------------------ | ------------------------------------ | ------------------------------------ | ------------------------------------ | ------ | ------- |
| 2010 | Tech 1 Racing | ARA                                  | ARA                                  | BEL                                  | BEL                                  | MON                                  | CZE                                  | CZE                                  | FRA                                  | FRA                                  | HUN                                  | HUN                                  | DEU                                  | DEU                                  | GBR                                  | GBR                                  | CAT                                  | CAT                                  | 53     | 8       |
| 2010 | Tech 1 Racing | –                                    | –                                    | –                                    | –                                    | –                                    | –                                    | –                                    | –                                    | –                                    | –                                    | –                                    | 11                                   | 5                                    | 1                                    | 3                                    | 3                                    | 2                                    | 53     | 8       |
| 2011 | Carlin        | ARA                                  | ARA                                  | BEL                                  | BEL                                  | ITA                                  | ITA                                  | MON                                  | DEU                                  | DEU                                  | HUN                                  | HUN                                  | GBR                                  | GBR                                  | FRA                                  | FRA                                  | CAT                                  | CAT                                  | 232    | 2       |
| 2011 | Carlin        | 6                                    | 7                                    | 2                                    | 1                                    | 2                                    | 3                                    | 12                                   | NU                                   | 4                                    | 1                                    | 1                                    | 12                                   | 4                                    | 1                                    | 3                                    | 2                                    | NU                                   | 232    | 2       |

### Podsumowanie
| Sezon     | Seria                                          | Zespół              | Wyścigi          | Zwycięstwa       | PP               | NO               | Podium           | Punkty           | Pozycja          |
| --------- | ---------------------------------------------- | ------------------- | ---------------- | ---------------- | ---------------- | ---------------- | ---------------- | ---------------- | ---------------- |
| 2007      | Formuła Renault Campus                         | Formule Campus      | 13               | 6                | 5                | ?                | 10               | 189              | 1                |
| 2008      | Europejska Formuła Renault                     | SG Formula          | 14               | 0                | 0                | 0                | 1                | 58               | 6                |
| 2008      | Zachodnioeuropejski Puchar Formuły Renault 2.0 | SG Formula          | 15               | 0                | 0                | 0                | 3                | 95               | 4                |
| 2009      | Europejska Formuła Renault                     | SG Formula          | 14               | 4                | 5                | 2                | 9                | 128              | 2                |
| 2009      | Zachodnioeuropejski Puchar Formuły Renault 2.0 | SG Formula          | 14               | 3                | 2                | 0                | 10               | 143              | 2                |
| 2010      | Brytyjska Formuła 3                            | Carlin              | 30               | 13               | 11               | 13               | 20               | 392              | 1                |
| 2010      | Masters of Formula 3                           | Carlin              | 1                | 0                | 0                | 1                | 0                | N/A              | 4                |
| 2010      | Grand Prix Makau                               | Carlin              | 1                | 0                | 0                | 0                | 0                | N/A              | 7                |
| 2010      | Seria GP3                                      | Tech 1 Racing       | 4                | 0                | 0                | 0                | 0                | 9                | 17               |
| 2010      | Formuła Renault 3.5                            | Tech 1 Racing       | 6                | 1                | 0                | 0                | 4                | 53               | 8                |
| 2011      | Formuła Renault 3.5                            | Carlin              | 17               | 5                | 4                | 1                | 9                | 232              | 2                |
| 2011      | Formuła 1                                      | Scuderia Toro Rosso | Kierowca testowy | Kierowca testowy | Kierowca testowy | Kierowca testowy | Kierowca testowy | Kierowca testowy | Kierowca testowy |
| 2012      | Formuła 1                                      | Scuderia Toro Rosso | 20               | 0                | 0                | 0                | 0                | 16               | 17               |
| 2013      | Formuła 1                                      | Scuderia Toro Rosso | 19               | 0                | 0                | 0                | 0                | 13               | 15               |
| 2014      | Formuła 1                                      | Scuderia Toro Rosso | 19               | 0                | 0                | 0                | 0                | 22               | 13               |
| 2014/2015 | Formuła E                                      | Andretti Autosport  | 9                | 0                | 3                | 1                | 2                | 70               | 7                |